# Johann Martin Dömming
Johann Martin Dömming (ou Doemming), né le 30 septembre 1703 à Milz, mort vers 1760, était un compositeur allemand du baroque tardif.
En 1731 Dömming devint Directore Musices du comte Moritz I de Bentheim-Tecklenburg en ses résidences à Rheda et à Hohenlimburg près de Hagen. L'acte mentionne que le musicien travaillait  aussi à la cour comme économe (Küchenschreiber).
En 1750 : un catalogue des collections musicales de la cour est entamé sous la direction du « Directore Musices ». Des 93 pièces de Dömming, il n'en subsiste que 32. En 1755 : la Jagd Cantata laisse paraitre cette ultime date. On perd ensuite la trace du compositeur.

## Œuvres
De ses 91 compositions, seulement 32 sont parvenus à nos jours.
- Cahier I :
  - Concerto ut majeur pour alto, cordes et b.c. D-Rh Ms 165.
  - Trio en fa majeur n°1 pour alto, violoncelles I et II. D-Rh Ms 174.
  - Trio en fa majeur n°2 pour alto, violoncelles I et II. D-Rh Ms 175.

- Cahier II :
  - Concerto en fa majeur pour basse d’archet à cinq cordes concertante (« violetta »), altos I et II, violoncelle obligé. et b.c. D-Rh Ms 166.
  - Concerto en sol majeur pour violoncelle et basse d’archet à cinq cordes (« violetta ») concertants, traverso I et II, violon I et II, et b.c. D-Rh Ms 173.
  - Trio en fa majeur pour basse d’archet à cinq cordes (« violetta »), violoncelles I et II. D-Rh Ms 176.

- Cahier III :
  - Suite en fa majeur pour violon, cordes et b.c. D-Rh Ms 172.
  - Concerto en ut majeur pour violon, cordes et b.c. D-Rh Ms 163.
  - Concerto en ré majeur pour violon, cordes et b.c. D-Rh Ms 164.

- Cahier IV :
  - Concerto en ré majeur pour violon, cor, cordes et b.c. D-Rh Ms 150.
  - Concerto en ré majeur pour deux violons, cordes, cor et b.c. D-Rh Ms 151.
  - Concerto en fa majeur pour deux violons et cor concertants, cordes (senza viola) et b.c. D-Rh Ms 149.

- Cahier V :
  - Concerto en mi mineur pour traverso, cordes (senza viola) et b.c. D-Rh Ms 154.
  - Concerto en sol majeur pour traverso, cordes (senza viola) et b.c. D-Rh Ms 155.
  - Concerto da camera en ré majeur pour traverso concertant, violon, alto et b.c. D-Rh Ms 169.

- Cahier VI :
  - Concerto en la majeur pour hautbois, cordes et b.c. D-Rh Ms 158.
  - Concerto en sol majeur pour hautbois d’amour, cordes et b.c. D-Rh Ms 160.
  - Concerto da camera en la majeur pour hautbois d’amour concertant, violon, alto et b.c. D-Rh Ms 168.

- Cahier VII :
  - Concerto en ré majeur pour hautbois d’amour, traverso, cordes  et b.c. D-Rh Ms 159.
  - Concerto en sol majeur pour hautbois, traverso, cordes, traverso ripieno et b.c. D-Rh Ms 162..

- Cahier VIII :
  - Concerto da camera en la majeur pour hautbois d’amour, traverso, violon, alto et b.c. D-Rh Ms 156.
  - Concerto da camera en ré majeur pour hautbois d’amour, traverso, violon et b.c. D-Rh Ms 161.
  - Suite en fa majeur pour hautbois, violon, alto, deux cors et b.c.  D-Rh Ms 152.

- Cahier IX :
  - Suite en sol majeur pour violon piccolo ou alto, traverso, cor en ré et b.c. D-Rh Ms 169.
  - Ouverture en ré majeur pour  alto I et II, deux cors et b.c. D-Rh Ms 170.
  - Sinfonia en ré majeur pour cordes, deux cors et b.c. D-Rh Ms 171.

- Cahier X :
  - Aria senza voce en mi bémol majeur pour violon concertant, hautbois et b.c. D-Rh Ms 167.
  - Aria von der Selbst Zufriedenheit pour basse, cordes, cor I et II et b.c. D-Rh Ms 148.
  - Cantate Ich senke mich in deine Liebe pour alto, traverso I et II, hautbois et b.c. D-Rh Ms 145.

- Cahier XI :
  - Cantate Habt Ihr nicht meine Gedanken gesehen pour basse, hautbois, cor I et II, cordes et b.c. D-Rh Ms 146.
  - « Jagd » Cantata pour soprano, alto, ténor, basse, cordes (senza viola) et b.c. D-Rh Ms 147.

Toutes ces partitions ont été revues et corrigées par les soins de Thomas Van Wetteren, avec autorisation de la bibliothèque universitaire de Münster. La collection est disponible en copies non commerciales, mise à disposition du public, à la Bibliothèque du Conservatoire royal de musique de Bruxelles.